# ان امیناس
ان امیناس (به عربی: إن أمیناس) یک شهرداری در الجزایر است که در ناحیه ان امیناس واقع شده‌است. ان امیناس ۱۴٬۹۱۳ کیلومتر مربع مساحت و ۷٬۳۸۵ نفر جمعیت دارد و ۵۴۹ متر بالاتر از سطح دریا واقع شده‌است.